# Kōmokuten

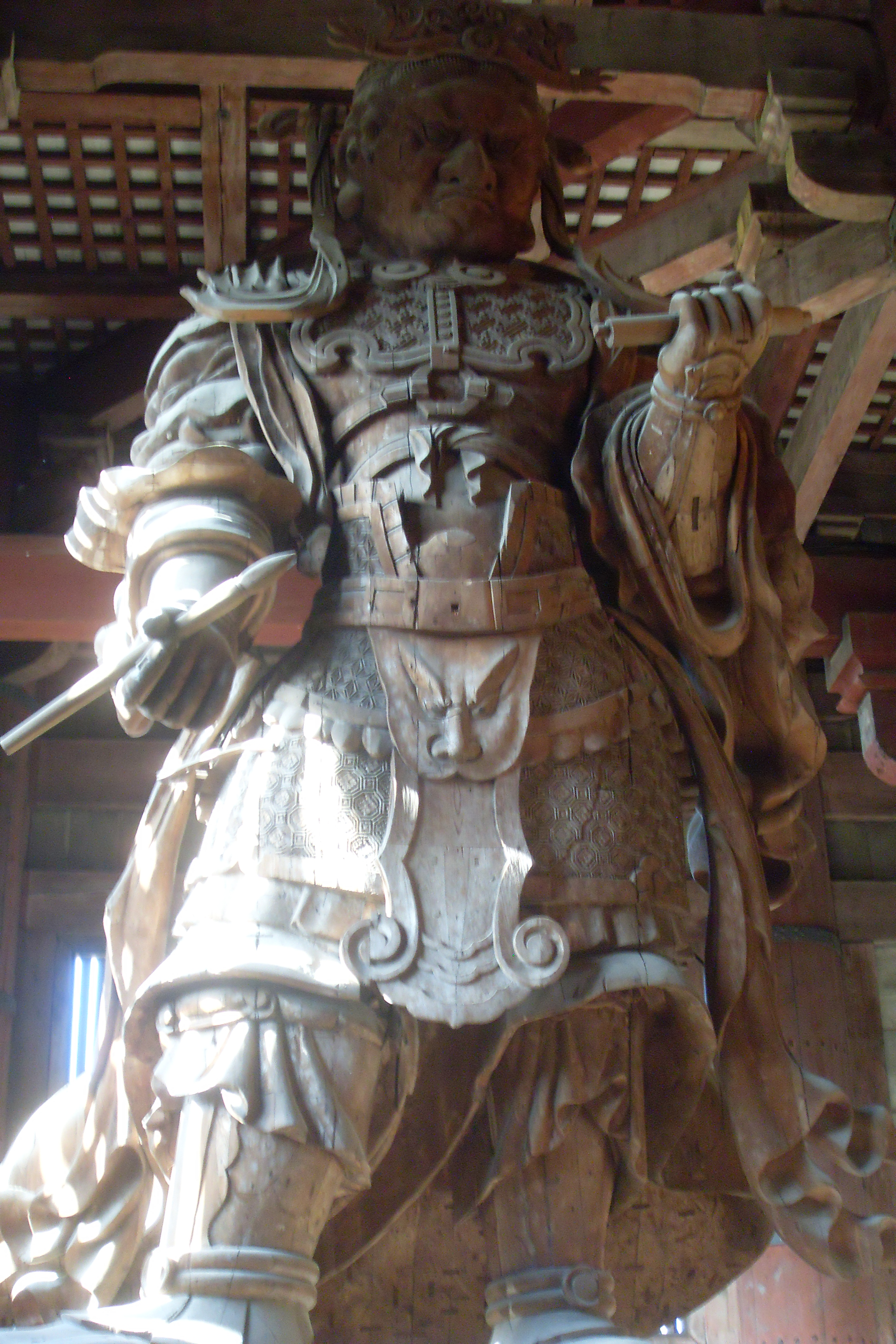
Kōmokuten w świątyni Tōdai-ji w Narze

Kōmokuten  (jap. 廣目天;; dosłownie "Bóg o Wielkich Oczach", w znaczeniu "Widzący Wszystko") – w buddyzmie jeden z tzw. Shiten'ō "Czterech Niebiańskich Królów", bóstwo strzegące kierunku zachodniego. Motyw przejęty poprzez Chiny z Indii, jego odpowiednikiem w sanskrycie jest Wirupaksza, jeden z "Czterech Wielkich Królów" (ćaturmaharadźa). Widzi wszelkie zło i karze za nie. Związany jest z grupą pomniejszych bogów związanych z żywiołem wody, zwanych w Indiach nagami i przedstawianych jako węże lub smoki.

## Ikonografia
Przedstawiany jest jako groźny uzbrojony wojownik, dobywający miecza, w Indiach i Tybecie w kolorze czerwonym, w Chinach w kolorze białym, w Japonii ze zwojem papieru i pędzelkiem do pisania. Często depcze demona jaki będącego symbolem zła.